# Marion (ime)
Marion je muško i žensko ime.
Kao žensko ime, to je francuska umanjenica od Marie koju govornici engleskog koriste od srednjeg vijeka. Također se povremeno smatra oblikom Margaret ili Margery.
Kao muško ime, potječe od latinskog imena Marianus, oblika imena Marius.
Može se odnositi na:

## Žene
- Marion Bartoli (rođena 1984.), francuska tenisačica
- Marion Jones (rođena 1975.), američka sprinterica
- Marion Raven (rođena 1984.), norveška pjevačica i tekstopisac

## Muškarci
- Marion Morrison (1907. – 1979.), rođeno ime Johna Waynea, američkog filmskog glumca